# Джума-мечеть (Хива)
Джума (узб. Juma masjid / Жума масжид) — пятничная мечеть в хивинской крепости Ичан-Кала. Согласно данным арабского географа Мукаддасия, мечеть Джума датируется X веком. По данным историка Муниса в конце XVIII века мечеть была перестроена на деньги, пожертвованные ханом Абдурахманом Мехтар. Джума уникальна по строению — она не имеет порталов, куполов, галерей и внутреннего двора.
К мечети есть доступ с трех сторон.
Потолок большого зала опирается на 213 деревянных колонн. Наиболее старые из этих колонн возможно были взяты из средневековой столицы Хорезма — города Кята. Четыре колонны с нанесёнными надписями почерком насхи однотипны колоннам мечети Багбанлы. Двадцать одна колонна относится к X—XII вв. и имеет арабские надписи в стиле куфического письма. Колонны с цветочно-растительным узором хивинского типа относятся к XVIII—XIX вв. В потолке есть небольшие отверстия для света и вентиляции. Южная стена имеет сталактитовые ниши, а справа есть мраморная табличка с указанием прибылей и поместий. Впереди северо-западного угла мечети расположено медресе Кази Калян, выполнявшее ранее функцию средней общеобразовательной школы и мусульманской духовной семинарии. Особый интерес вызывают двери и колонны, с резьбой ручной работы, которые были сделаны в 1316, 1517, 1788 и 1789 годах.